# Ианфа
Ианфа (др.-греч. Ἰάνθη) — имя ряда персонажей древнегреческой мифологии и литературы.
- Одна из океанид, упомянутая у Гесиода[1][2].
- Нимфа, изображённая на одной из античных ваз с двумя танцующими силенами (ваза хранится в Берлине)[3].
- Критянка, дочь Телеста, чью историю рассказывает Овидий в «Метаморфозах». Ианфу помолвили с Ифисом — девушкой, которую с рождения выдавали за юношу. Две девушки полюбили друг друга, и боги, чтобы оказать им милость, превратили Ифиса в мужчину[4][5].